# John Sholto Douglas

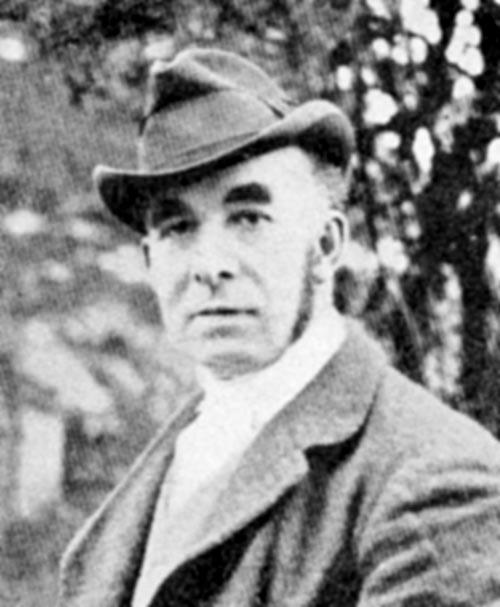
Lord Queensberry in 1896

Lord John Sholto Douglas, de 9e Markies van Queensberry (20 juli 1844 – 31 januari 1900), was een Schots edelman die bekend werd omdat hij de queensberryregels sponsorde en zijn naam eraan leende. De regels vormen de basis van het moderne boksen en zijn bedacht door John Graham Chambers. Douglas was een uitgesproken atheïst.
Hij is ook bekend omdat hij Oscar Wilde uitdaagde nadat die een relatie kreeg met zijn zoon Alfred Douglas, wat leidde tot een rechtszaak. Als gevolg hiervan bracht Wilde twee jaar door in een gevangenis, waardoor diens gezondheid ernstig verslechterde. Wilde zou uiteindelijk in hetzelfde jaar sterven als Douglas, op de leeftijd van 46 jaar.